# Sierra de Fuentes
Sierra de Fuentes ist ein Ort und eine Gemeinde  (municipio) mit 2.056 Einwohnern (Stand: 2024) in der Provinz Cáceres in der Autonomen Gemeinschaft Extremadura.

## Lage und Klima
Sierra de Fuentes liegt als Enklave der Provinzhauptstadt Cáceres in einer Höhe von ca. 430 m. Die höchste Erhebung ist der El Risco mit 664 m. Das Stadtzentrum von Cáceres befindet sich ca. 10 km nordwestlich.

## Bevölkerungsentwicklung
| Jahr      | 1970 | 1981 | 1991 | 2001 | 2011 | 2021 |
| Einwohner | 1846 | 1583 | 1521 | 1610 | 2075 | 1984 |

## Sehenswürdigkeiten
- alte und neue Kirche Mariä Himmelfahrt (Iglesia de Nuestra Señora de la Asunción)
- Michaeliskapelle
- Kapelle auf dem El Risco